# فرودگاه شهری ایستپورت
فرودگاه شهری ایستپورت (به انگلیسی: Eastport Municipal Airport) یک فرودگاه همگانی بهره‌برداری هوایی است که یک باند فرود آسفالت دارد و طول باند آن ۱۲۱۹ متر است. این فرودگاه در شهر ایستپورت کشور ایالات متحده آمریکا قرار دارد و در ارتفاع ۱۴ متری از سطح دریا واقع شده‌است.